# Chlosyne neumoegeni
Chlosyne neumoegeni är en fjärilsart som beskrevs av Henry Skinner 1895. Chlosyne neumoegeni ingår i släktet Chlosyne och familjen praktfjärilar. Inga underarter finns listade i Catalogue of Life.